# Тейшебаїні
40°9′14″ пн. ш. 44°27′4″ сх. д. / 40.15389° пн. ш. 44.45111° сх. д.

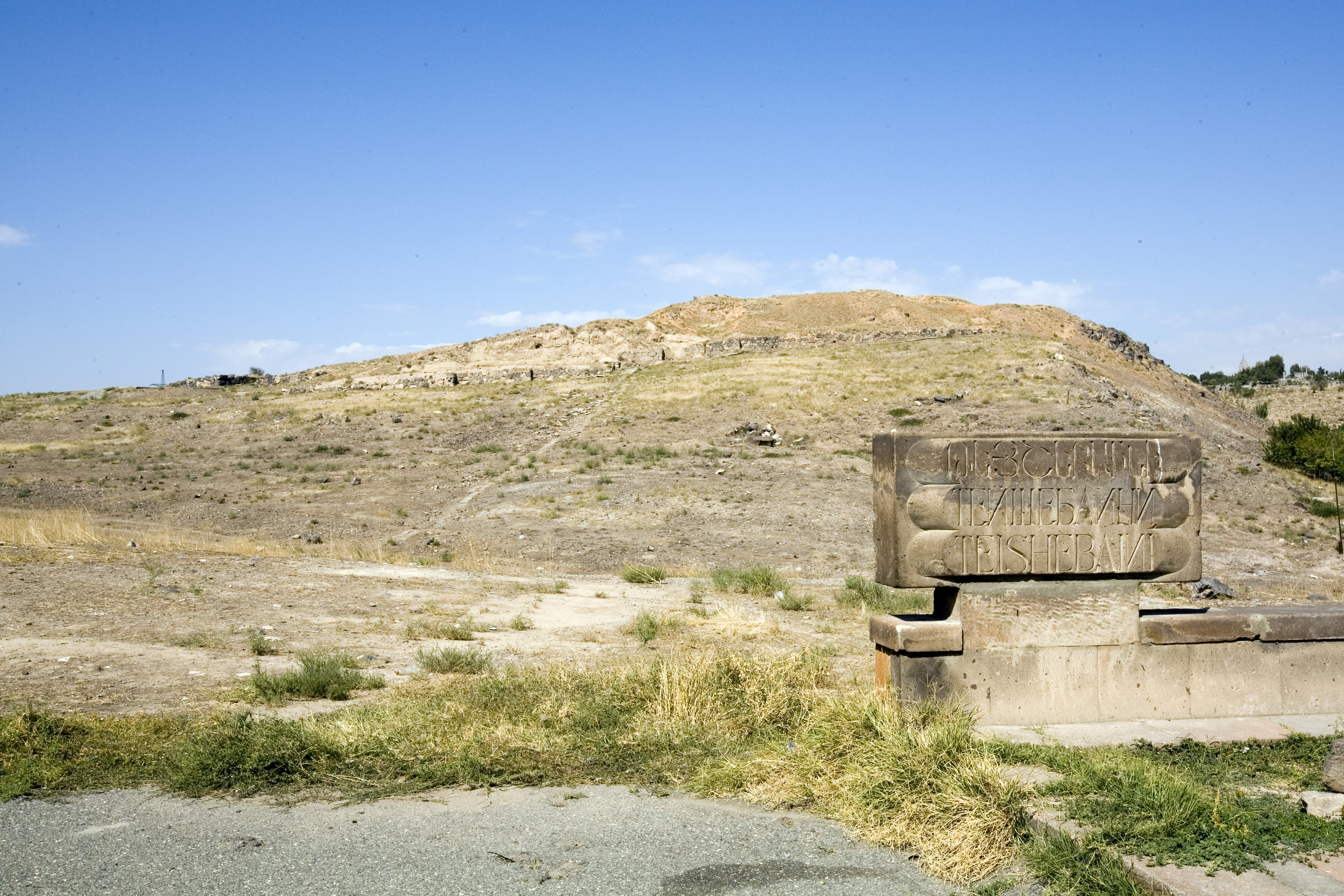
Пагорб Кармір-Блур, де розташовувався Тейшебаїні

Тейшебаїні (урартськ. URU Dte-i-še-ba-i-ni, вірм. Թեյշեբաինի) — стародавнє місто-фортеця держави Урарту, останній оплот урартської державності періоду занепаду Урарту. Тейшебаїні був заснований в VII столітті до н. е. царем Русою II. Руїни Тейшебаїні розташовані на пагорбі Кармір-Блур на околиці сучасного Єревана на території Вірменії.

## Історія вивчення

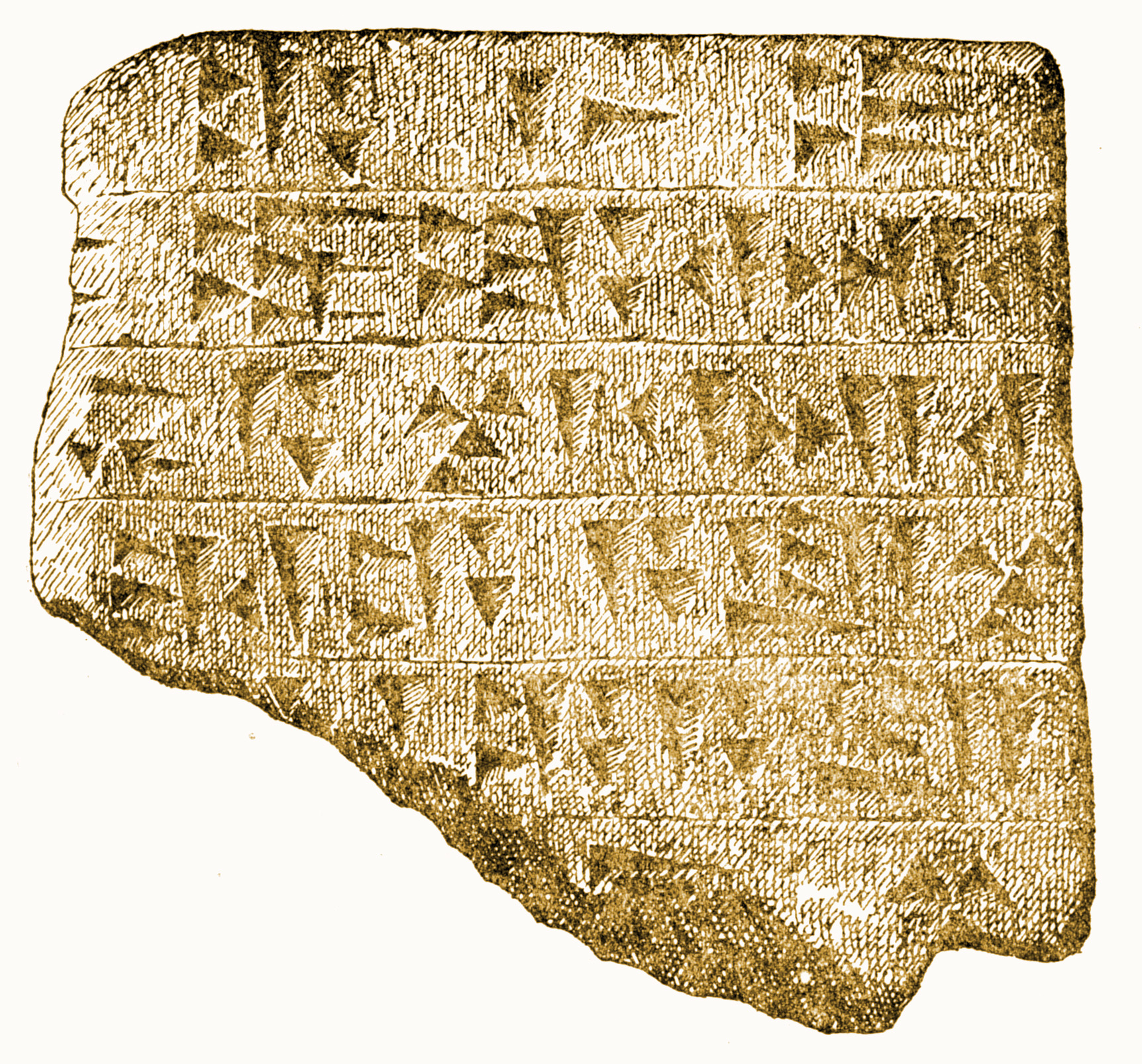
Уламок таблички, виявлений геологом Демьохіним

Один з багатьох винних погребів, виявлених у фортеці. Погріб складався з рядів великих карасів, на 80 % вкопаних у землю. На верхній частині карасів наносилися відмітки про тип вина і дати його зберігання (світлина А. П. Булгакова, 1950 р.)

У 1936 році геолог А. П. Демьохін, що вивчав базальти річки Раздан, виявив на вершині пагорба Кармір-Блур уламок каменя з клинописним написом, на якому вдалося прочитати ім'я урартського царя Руси II, сина Аргішті II. Стало ясно, що Кармір-Блур представляє археологічний інтерес, хоча цей пагорб до 1936 року використовувався місцевими жителями навколишніх сіл як каменоломні для господарських потреб. З 1939 року тут почалися систематичні археологічні розкопки, які кілька десятків років вела Карміблурська археологічна експедиція Академії наук Вірменської РСР за участю Державного Ермітажу та Інституту археології АН СРСР.
До 1958 році, незважаючи на перерву, пов'язану з німецько-радянською війною, основна частина робіт була завершена. Керував розкопками Борис Піотровський. В результаті розкопок були виявлені залишки грандіозної фортеці Тейшебаїні площею понад 4 га, залишки урартських житлових кварталів і сліди доурартських поселень епохи енеоліту і ранньої бронзи XIII—VIII століть до н. е., які, можливо, були зруйновані урартами ще в період початкової експансії Урарту в Закавказзі при царі Аргішті I. Аерофотознімання виявило наявність стародавніх міських вулиць, що з'єднують фортецю та житлові квартали. Слово «Тейшебаїні» було вперше прочитано на залізних запорах коморах фортеці, і, таким чином, було відновлено урартську назву цього поселення.

## Історія фортеці
Фортеця Тейшебаїні була побудована в період занепаду Урарту царем Русою II (сином Аргішті II), який правив приблизно з 685 по 639 рр. до н. е., і була, ймовірно, останнім важливим містом, побудованим в Урарту. Після того, як ассирійці зруйнували головні культові споруди урартського бога Халді в Мусасирі в 714 році до н. е., урартів переслідували військові невдачі. Руса II намагався зміцнити військову міць Урарту, зокрема, за допомогою поглиблення культу урартських богів. На початку свого правління Руса II побудував нове культове місто бога Халдеї на північному березі озера Ван, а потім у Тейшебаїні, названого на честь урартського бога війни Тейшеба. Крім цього, Руса II побудував нові храми богу Халді у всіх значущих містах Урарту, включаючи Тейшебаїні. Збереглася клинописна табличка Руси II, що розповідає про роботи зі влаштування господарства Тейшебаїні:

Богу Халді, своєму владиці, цей напис Руса, син Аргишти, спорудив. Могутністю бога халдеї Руса, син Аргішті, каже: Земля долини Куарліні була необробленою, нічого там не було. Як мені бог халдеї наказав, так я цей виноградник заклав, наказав я там облаштування полів з посівами, фруктових садів, взявся я там за облаштування міста. Канал з річки Ілдаруніа я провів; «Умешіні» — ім'я його. У цій долині царя Руси коли хто-небудь змусить канал окропити що-небудь, козеня нехай буде зарізане богу халдеї, вівця — нехай буде принесена в жертву богу халдеї, вівця — богу Тейшеба, вівця — богу Шівіні.
Руса, син Аргишті, цар могутній, цар великий, цар всесвіту, цар країни Біаінілі, цар царів, цар Тушпа-міста.
Руса, син Аргишті, каже: Хто цей напис знищить, хто її розіб'є, хто її зі свого місця викине, хто в землю закопає, хто в воду кине, хто інший скаже: «Я все це зробив», хто моє ім'я на ній знищить і своє ім'я поставить, будь він житель країни Біаінілі або житель ворожої країни, нехай боги Халді, Тейшеба, Шівіні, всі боги не залишать на землі ні його імені, ні його сім'ї, ні його нащадків.

Зусилля Руси II не мали великого успіху, і Урарту продовжував здавати позиції, поступово втрачаючи контроль над колишнім центром країни поблизу озера Ван, зміщуючи адміністративно-господарську діяльність в Закавказзі. Близько 600 року до н. е. правителі Урарту остаточно втрачають контроль над центром країни, і втрачають позиції в Закавказзі: залишають без бою місто Еребуні, потім втрачають в бою місто Аргіштіхінілі, і Тейшебаїні стає останнім оплотом Урарту. В цей період до Тейшебаїні звозять всі збережені цінності з Еребуні та інших місць країни, однак, приблизно в 585 році до н. е. чергове вороже нашестя знищує Тейшебаїні. Існує декілька думок про те, хто саме завдав Урарту останнього удару: є версії, що це зробили скіфи та кімерійці, мідійці і вавилоняни. Однак скіфська теорія на сьогоднішній день є серед дослідників більш поширеною і підтверджується виявленням при археологічних розкопках фортеці великого числа наконечників стріл скіфського типу.

### Останній штурм фортеці

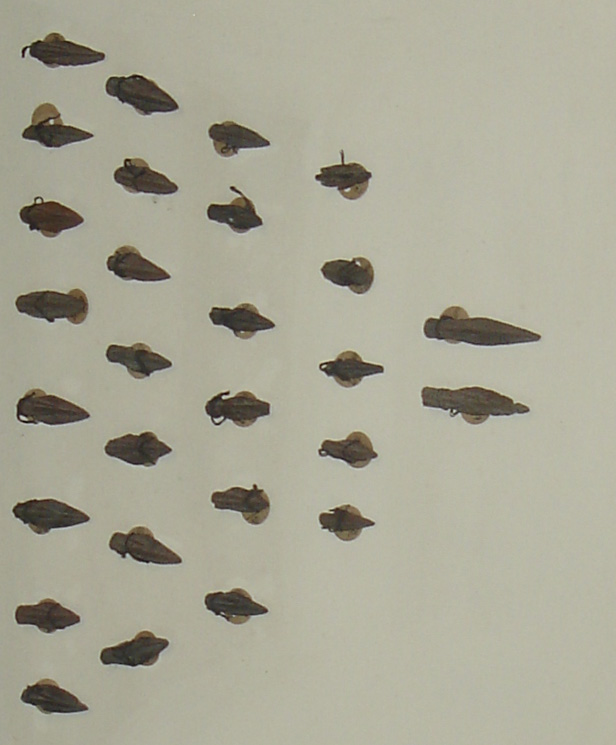
Наконечники стріл, зібрані в Тейшебаїні

За даними археологічних розкопок останній штурм Тейшебаїні відбувся в першій половині літа, коли худоба знаходилася на високогірних пасовищах, а виноград ще не дозрів. Археологи вважають, що штурм почався раптово, ймовірно, в нічний час, і жителі міських будівель були змушені спішно покинути міські квартали і рятуватися всередині фортеці. Дахи міських будівель швидко загорілися, і перелякані жителі вискочили з будинків, залишивши цінні речі. Судячи з напрямку більшості знайдених наконечників стріл, ворог атакував із західного схилу пагорба. У міських будівлях, наприклад, знайдені кістяки жінки та дитини грудного віку, які, ймовірно, не встигли втекти від наступаючого ворога.
Жителі сховалися у внутрішньому дворі фортеці, спорудивши собі там тимчасові помешкання. Однак, через нетривалий час облоги і сама фортеця не витримала штурму: ворог увірвався через допоміжні західні ворота. В результаті битви спалахнула пожежа, яка знищила тимчасові споруди, перекриття і дах фортеці. Тейшебаїні загинув, а почервоніла на згарищі цегла дала назву пагорба — Кармір-Блур (вірм. Կարմիր Բլուր — «Червоний пагорб»). В результаті штурму була зруйнована система водопостачання фортеці, тому життя на території Тейшебаїні так і не відродилося.

## Устрій Тейшебаїні

### Загальний устрій міста
Домінуючим об'єктом Тейшебаїні була потужна фортеця (цитадель), розташована на вершині пагорба Кармір-Блур. Фортеця була захищена з півночі і сходу обривистими схилами пагорба і річкою Раздан, з півдня і заходу більш пологі схили пагорба захищалися потужними стінами висотою близько 8 метрів. На захід від фортеці розташовувалися міські будівлі, споруджені з каменю, де тулилися прості жителі міста. Південну частину міста займав великий виноградник, огороджений кам'яним парканом по всьому периметру. Виноградник зрошувався з допомогою спорудженого відвідного каналу від річки Раздан.
Основна будівля - масивна фортеця Тейшебаїні, розташована на вершині пагорба. Товщина стін фортеці біля основи перевершувала 3 метри. Зліва, в нижній частині пагорба було виявлено дві групи міських будівель. Чорний пунктир вказує залишки міської стіни Тейшебаїні, мабуть, недобудованою. Від річки Раздан відгалужується вгору зрошувальний канал «Умешіні», побудований Русою II і зберігся до наших днів під назвою «Ечміадзінський канал». Коричневі лінії позначають місце розташування стародавніх вулиць Тейшебаїні, виявлених з літака за допомогою аерофотознімання.
Рожевим кольором позначені залишки доурартського поселення, виявленого археологами під урартськими міськими будівлями.
Координатні (сірі) лінії проведені через кожні 50 метрів. 

### Фортеця Тейшебаїні
Фортеця (цитадель) Тейшебаїні була побудована в два етапи з невеликою перервою з сирцевої цегли з використанням типової месопотамської будівельної техніки. У фортеці розташовувалось близько 200 внутрішніх приміщень, як правило, у вигляді вузьких прямокутників, мабуть, для зручності перекриття короткими балками. Основна частина приміщень була розділена дерев'яними перекриттями на 2 поверхи, деякі приміщення залишалися суцільними, досягаючи висоти 8 метрів. Багато приміщень мали верхнє або верхньобокове природне освітлення. Стіни були викладені з сирцевої цегли розміром 52 × 35 × 14 см на потужному фундаменті з великих базальтових блоків. Товщина стін коливалася від 2,1 метра (6 рядів цегли) до 3,5 метрів (10 рядів цегли). Будівля мала прямолінійні форми, лінія фасаду розбивалася контрфорсами, а на кутах фортеці знаходилися масивні башти. Багато внутрішніх приміщень зберегли сліди стародавнього кольорового розпису, головним чином, червоними і блакитними фарбами.
1 Центральні ворота
2 Західні ворота (допоміжні)
3 Внутрішній двір
4 Резиденція правителя, колонний зал
5 Місце знахідки архіву клинописних табличок
 Координатні (сірі) лінії проведені через кожні 50 метрів.

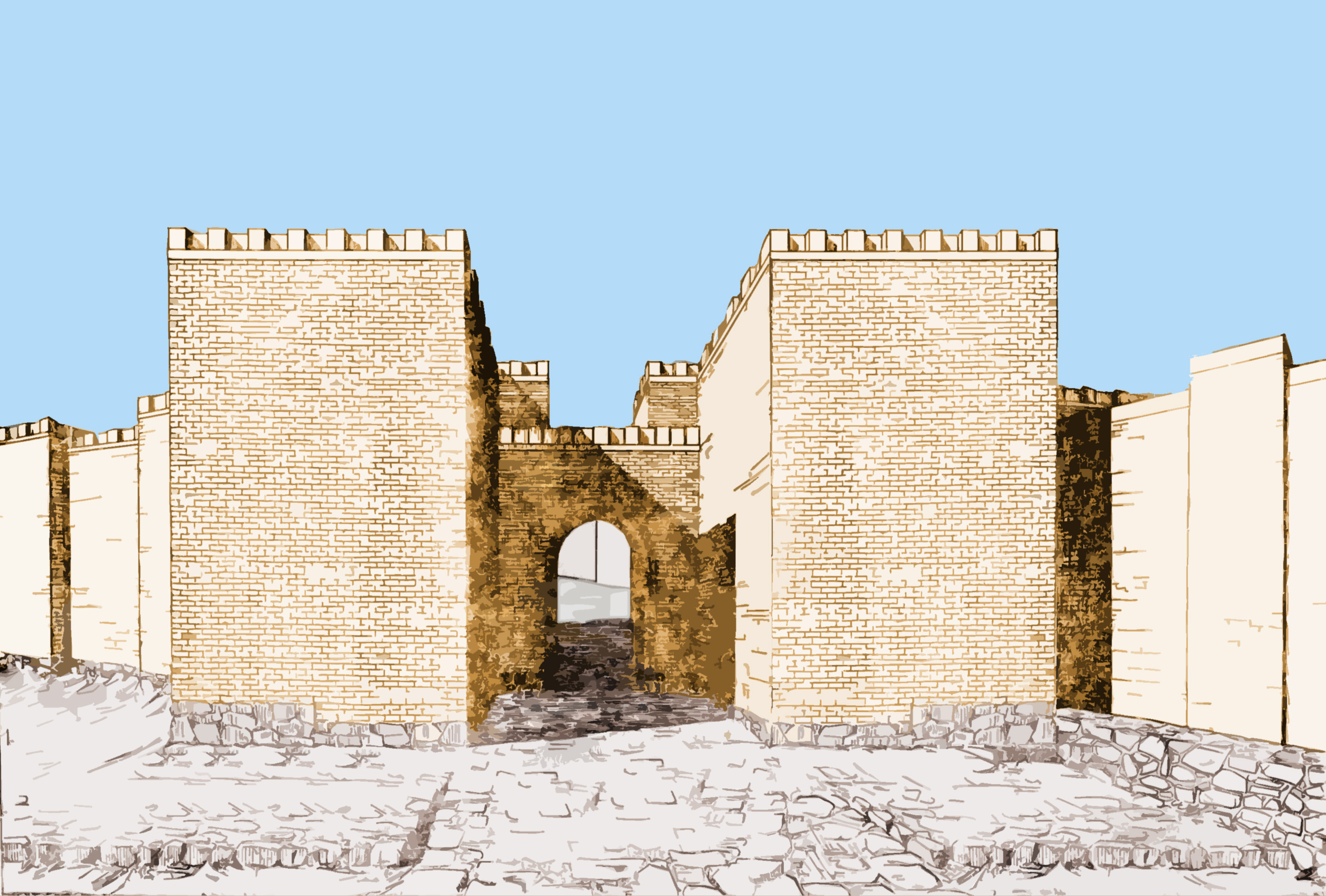
Реконструкція головних воріт фортеці Тейшебаїні, зроблена на підставі археологічних розкопок (Світлини А. П. Булгакова. Реконструкція К. Л. Оганесяна)

Всередині фортеці розташовувалася резиденція правителя, що складалася з палат і колонного залу, невелике сховище клинописних табличок, а також велика кількість господарських приміщень, зокрема майстерні з виготовлення кунжутного масла, пивоварня, зерносховище, склади для зберігання м'яса і молочних продуктів (головним чином сиру), склади для зброї, залізних виробів, гончарних виробів тощо. Велика площа була виділена під комори для зберігання вина. Всього в Тейшебаїні перебувало понад 500 карасов ємністю від 250 до 1250 літрів кожен. Виноробство було однією з головних галузей господарства в Урарту, навколо Тейшебаїні росли виноградники, що ростуть тут і понині. Однак, на момент останнього штурму фортеці майже всі винні комори були порожні, що свідчить про занепад Тейшебаїні.
Всі господарські комори (близько 120 приміщень) опечатували індивідуальною печаткою: крізь дверні вушка простромлювалася мотузка, кінці якої вставлялися в грудку мокрої глини, а потім по грудці глини прокочувалися циліндричні печатки відповідальної особи. Для постачання фортеці водою з річки Раздан був прокладений прихований водопровід, зроблений з круглих кам'яних труб, що вставлялись одна в одну. Залишки прихованих водопроводів Тейшебаїні представлені в музеї «Еребуні».
|  |  |  |

### Міські будівлі
Археологічні розкопки показали, що жителі міських кварталів не мали власного господарства і, ймовірно, жили на державному утриманні. Ймовірно, це були сім'ї воїнів урартської армії і ремісників. Під час розкопок міських кварталів були виявлені: гончарний круг, піч для випічки хліба, олійниці, зернотерки та інші господарські предмети. У той же час у міських кварталах не було виявлено місць для зберігання зерна, вина або інших продуктів.
Також виявилося, що будівельна техніка, використана при спорудженні поселення, відрізнялася від будівельної техніки, використаної при будівництві фортеці. Якщо фортеця Тейшебаїні була побудована з сирцевої цегли в стилі споруд Межиріччя, то міські квартали були зведені з великих блоків туфу — за технологією типовою для народів Закавказзя. На підставі цього археологи припустили, що міські квартали були побудовані місцевим населенням, завойованим урартами.
Після руйнування фортеці життя в міських кварталах ніколи більше не поновлювалася, що, ймовірно, було пов'язано із зруйнуванням системи водопостачання.

## Значення вивчення Тейшебаїні

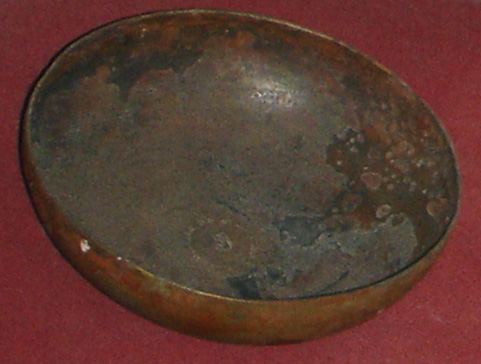
Одна з 97 бронзових чаш з винної комори

Розкопки фортеці Тейшебаїні дали вченим унікальні матеріали останнього періоду Урарту. З одного боку, в останні роки існування держави місто Тейшебаїні фактично було столицею Урарту. Клинописні документи останніх урартських царів були виявлені тільки в Тейшебаїні та його околицях. З іншого боку, багато цінностей було звезено до Тейшебаїні з різних загублених урартських міст, особливо з Еребуні, що розташовувалось неподалік. Більшість цінностей було вивезено або розкрадено під час падіння фортеці, але археологам вдалося зробити деякі знахідки. Наприклад, при розкопках Тейшебаїні було виявлено 97 однотипних бронзових чаш, на яких були викарбувані імена багатьох урартських царів, сховані в одному з карасів винної комори. Різна клинописна стилістика свідчить про те, що чаші були виготовлені в різний час, за життя відповідних правителів. У багатьох випадках цегла стін, обвалених після пожежі, надійно поховала археологічні шари, забезпечивши їм добру збереженість. У Тейшебаїні навіть були знайдені залишки одягу і кілька дерев'яних предметів, що нетипово для таких давніх археологічних об'єктів. Розкопки Тейшебаїні на Кармір-Блурі дали вченим найцінніші матеріали, особливо про останнє століття існування Урарту.
|                                             |                                 |                                      |
| Глиняний горщик, прикрашений головами биків | Бронзовий щит урартського воїна | Бронзовий шолом з написом Сардурі II |

При розкопках Тейшебаїні були також виявлені предмети з Ассирії (деякі циліндричні печатки, намисто з сердоліку та інші), з Малої Азії (сердолікова печатка, золоті сережки) і Стародавнього Єгипту (амулети, намиста), що свідчить про культурні та торговельні зв'язки Урарту.

## Сучасний стан пам'ятника
Після закінчення археологічних робіт не було проведено повної консервації місця розкопок. У зв'язку з цим верхні частини стін фортеці, які були виконані з сирцевого цегли, в даний час руйнуються під впливом активної ерозії. За минулі тисячоліття цегляні стіни фортеці перетворилися на ущільнену глиняну масу, яка швидко руйнується на відкритому повітрі.
| |                                      |
| Загальний вигляд незаконсервованого городища | Структура фортечної стіни Тейшебаїні |
| Фортечні стіни міста були побудовані з сирцевої цегли поверх фундаменту з базальтових каменів. За минулі тисячоліття сирцева цегла перетворилася на глиняну масу, де проглядаються лінії цегляної кладки. Під впливом зовнішнього середовища в даний час стіни фортеці «обпливають» та руйнуються. |                                      |

Біля південного підніжжя пагорба Кармір-Блур на місці урартського виноградника було побудовано невелику будівлю музею «Тейшебаїні», який в даний час закритий, і майже всі його фонди передані до музею «Еребуні» (за винятком великих кам'яних фрагментів водопроводів Тейшебаїні).